# レオン・ラッセル
レオン・ラッセル（Leon Russell、1942年4月2日 - 2016年11月13日）は、アメリカ合衆国のシンガーソングライターである。キーボーディスト、ギタリストとしても知られる。
セッション活動を経て、1960年代末からソロ活動を開始。ルーツ・ミュージックの色濃い”earthy”な音楽が評価され、『スワンプ・ロック』を代表するミュージシャンの一人になった。「ソング・フォー・ユー」、「タイト・ロープ」、「スーパースター」、「マスカレード」など、多くの作品が幅広くカヴァーされた。
デラニー&ボニー、ジョージ・ハリスン、ローリング・ストーンズ、ジョー・コッカー、アル・クーパー、ゲイリー・ルイス&ザ・プレイボーイズ、ザ・ベンチャーズ、リタ・クーリッジなど、多くのミュージシャンやバンドと共演した。

## 略歴
オクラホマ州出身。本名はClaude Russell Bridges（クロード・ラッセル・ブリッジズ）。十代前半からキーボーディストとしてナイト・クラブなどで音楽活動を始め、J・J・ケイルと「スターライターズ」、同郷のデヴィッド・ゲイツと「ジ・アクセンツ」、デラニー・ブラムレットと「シン・ドッグズ」を結成した。
やがてジェリー・リー・ルイス、ローリング・ストーンズら多くのミュージシャン、フィル・スペクターのプロデュース作品のレコーディングに参加した。代表例としてはゲイリー・ルイス&ザ・プレイボーイズの「恋のダイアモンド・リング」があげられる。彼はアル・クーパーらが共作した同曲の編曲を担当し、ハル・ブレイン（ドラム）、ジョー・オズボーン（ベース）とともにレコーディングに参加してキーボードを演奏した。他にはザ・ベンチャーズの「10番街の殺人」と「朝日のあたる家」がある。
1968年、マーク・ベノとの共作アルバム『ルック・インサイド・ジ・アサイラム・クワイア』を発表。1969年、デラニー&ボニー・アンド・フレンズに「グルーピー（スーパースター）」、ジョー・コッカ―に「デルタ・レディ」を提供。1970年、コッカ―のアメリカ・ツアーのプロデューサーを担い、リタ・クーリッジら約40人ほどのメンバーを集めて共にコッカ―のバックを務め、3月末のフィルモア・イーストでのコンサートの模様をコッカー名義のライブ・アルバム『マッド・ドッグス&イングリッシュメン』にまとめた。同年、デニー・コーデルと共同で「シェルター・レコード」を設立して、初のソロ・アルバム『レオン・ラッセル』を発表。続いて数多くのアルバムを発表し、1972年には「タイト・ロープ」をヒットさせた。
彼の音楽はロサンゼルスを中心に活動していたアメリカ南部出身のミュージシャンに取り上げられて隆盛を極め、「スワンプ・ロック」という呼称が与えられた。彼はデラニー&ボニーやクリーデンス・クリアウォーター・リバイバルらと共にスワンプ・ロックの代表格になり、代表曲「ア・ソング・フォー・ユー」（1970年）はカーペンターズ、レイ・チャールズほか、「マスカレード」（1972年）はヘレン・レディ、カーペンターズ、ジョージ・ベンソンほか、「ブルー・バード」(1975年）はヘレン・レディ、といった具合に数多くのミュージシャンやバンドにカヴァ―された。前述の「グルーピー（スーパースター）」（デラニー&ボニー・アンド・フレンズ）や「デルタ・レディ」（ジョー・コッカ―）もカヴァ―され、著名な作曲家としての彼の名声を高めた。
1971年8月、ジョージ・ハリスンの呼びかけに応じて『バングラデシュ難民救済コンサート』に出演。ピアノ、ボーカル、ベースを担当してハリスン、エリック・クラプトン、リンゴ・スター、ボブ・ディランらと共演した。
1973年、日本公演で初来日。11月8日に日本武道館で開かれた東京公演の音源が1975年に『ライヴ・イン・ジャパン』として発表された。
1975年、スライ&ザ・ファミリー・ストーンのバック・コーラス・トリオであるリトル・シスターのマリー・マックリアリーと結婚。1976年と1977年にレオン&マリー・ラッセル名義でアルバムを発表。
1979年、ウィリー・ネルソンと「ハートブレイク・ホテル」のカントリー・バージョンを発表し、カントリー・チャート1位を獲得した。
2010年、かねてより自分を敬愛していたエルトン・ジョンとのコラボレーション・アルバム『ザ・ユニオン』を発表。2011年に、ロックの殿堂の「レコーディング・エクセレンス」（旧「サイドマン部門」）に選ばれる。授賞式ではエルトン・ジョンがプレゼンターを務め、ジョン・メイヤーとのセッションも披露された。2014年、トミー・リピューマをプロデューサーに迎えたアルバム『ライフ・ジャーニー』を発表。
2010年には髄液漏の手術、2016年7月には心臓発作を起こし冠動脈バイパス手術を受けた。
2016年11月13日、ナッシュビルの自宅にて死去したことが発表された。74歳没。葬儀は11月18日にナッシュビル東のマウント・ジュリエット（Mount Juliet）・テイト・レーンにあるヴィクトリーバプティスト教会（北緯36度12分25.8秒 西経86度31分53.0秒 / 北緯36.207167度 西経86.531389度）で執り行われた。
2017年、遺作『ラスト・レコーディング〜彼方の岸辺で』が発売された。

## ディスコグラフィ

### ソロ・アルバム
- 『レオン・ラッセル』 - Leon Russell (1970年)
- 『レオン・ラッセル・アンド・ザ・シェルター・ピープル』 - Leon Russell and the Shelter People (1971年)
- 『カーニー』 - Carney (1972年)
- 『レオン・ライヴ!!』 - Leon Live (1973年)
- 『ハンク・ウィルソンズ・バック』 - Hank Wilson's Back (1973年)
- Looking Back (1973年)
- 『ストップ・オール・ザット・ジャズ』 - Stop All That Jazz (1974年)
- 『ライヴ・イン・ジャパン』 - Live in Japan (1975年)
- 『ウィル・オ・ザ・ウィスプ』 - Will O' the Wisp (1975年)
- 『アメリカーナ』 - Americana (1978年)
- 『ライフ・アンド・ラヴ』 - Life and Love (1979年)
- The Live Album (1981年)
- Hank Wilson, Vol. 2 (1984年)
- Solid State (1984年)
- 『エニシング・キャン・ハプン』 - Anything Can Happen (1992年)
- Crazy Love (1992年)
- Hank Wilson, Vol. 3: Legend in My Time (1998年)
- 『ライフ・ジャーニー』 - Life Journey (2014年)
- 『ラスト・レコーディング〜彼方の岸辺で』 - On a Distant Shore (2017年)

### コラボレーション・アルバム
- 『ルック・インサイド・ジ・アサイラム・クワイア』 - Look Inside the Asylum Choir (1968年) ※with マーク・ベノ
- 『アサイラム・クワイアII』 - Asylum Choir II (1971年) ※with マーク・ベノ
- 『ウェディング・アルバム』 - Wedding Album (1976年) ※レオン&マリー・ラッセル名義
- 『奏でる愛の調べ』 - Make Love to the Music (1977年) ※レオン&マリー・ラッセル名義
- One for the Road (1979年) ※with ウィリー・ネルソン
- 『ザ・ユニオン』 - The Union (2010年) ※with エルトン・ジョン

## 楽曲提供、他者によるカヴァ―

### 楽曲提供
- 「グルーピー（スーパースター）」

デラニー&ボニー・アンド・フレンズ
さらに「スーパースター」としてカーペンターズ、リタ・クーリッジ、尾崎紀世彦
- 「デルタ・レディ」

ジョー・コッカ―

### 他者によるカヴァ―
- 「ア・ソング・フォー・ユー」

カーペンターズ、レイ・チャールズ、鈴木雅之ほか
- 「マスカレード」

カーペンターズ、ジョージ・ベンソン(1976)
- 「バック・トゥ・ザ・アイランズ」 - ジャニス・シーゲル
- 「ブルー・バード」 - ヘレン・レディ

## 日本公演

### 1973年
- 11月5日 大阪厚生年金会館
- 11月6日 京都会館
- 11月8日 日本武道館
- 11月9日 日本武道館